# 竹中直人の恋のバカンス
『竹中直人の恋のバカンス』（たけなかなおとのこいのバカンス）は、1994年7月20日から1995年1月4日までテレビ朝日系列局で放送されたテレビ朝日制作のバラエティ番組。全20回。放送時間は毎週水曜 23:25 - 23:55 (JST) 、テレビ朝日系全国ネットの深夜番組放送枠『ネオバラエティ』水曜の番組として放送。略称「恋バカ」。
竹中直人、ビシバシステム（住田隆&ふせえり）、温水洋一、片桐はいり、東京スカパラダイスオーケストラの面々などが出演し、『東京イエローページ』以来からの作家加藤芳一や、宮沢章夫が構成に参加。マニアを超えたコントを放送した。

## 概要
竹中や宮沢、ビシバシステムの2人がかつて参加していたラジカル・ガジベリビンバ・システム、コントビデオ「普通の人々」、舞台公演「竹中直人の会」の延長線上にあり、竹中によるテレビでのレギュラーコント番組としては1989年にTBSテレビで放送されていた『東京イエローページ』以来となる。それらの流れを汲み、極めてシュールな笑いが展開された。『東京イエローページ』とは異なってロケコントを中心とした内容となり、SEやスタッフによる笑い声を被せない演出が特徴として挙げられる。主な収録は井の頭公園内で行なわれた。
当時『無能の人』『シコふんじゃった』等で監督・俳優として高く評価され、世間に認知されていた竹中だが、ここでは純粋に独自の笑いを追求し展開した。脇を固めるレギュラー出演陣も各自強烈な個性を放つ。
数々のコントから「ナンおじさん」、「流しな二人」、「ショスタコビッチ三郎太」などのキャラクターを生み出し、本番組終了後に再びTBSテレビに舞台を移し開始された『デカメロン』や、2005年にフジテレビで放送されたコント特番『素敵な小箱』においてもそれらは引き継がれた。
2005年にはDVD-BOXが発売。これに合わせて『リターンズ2006 くだるか?もっとくだるか!?』がテレビ朝日だけの関東ローカルで2006年1月14日深夜に放送された。この番組は内村光良が出演した部分を削り、テレビ朝日で放送した時にカットしたシーンを追加して『リターンズ2005 俺たちに明日はないっす』と題し、DVD-BOX購入者特典として配布された。
CS放送テレ朝チャンネルで、2007年2月より再放送が開始された。

## 出演者

### レギュラー
- 竹中直人
- 住田隆（ビシバシステム）
- ふせえり（ビシバシステム）
- 温水洋一
- 片桐はいり

### ゲスト
- しりあがり寿 (#5)
- 根本敬 (#5)
- 大塚寧々  (#5・7・15・16) - 「三郎太の部屋」ゲストや若大将パロディの澄ちゃん役（DVDでは差し替え）など
- きたろう (#6・9)
- スチャダラパー (#7)
- 六平直政 (#8・9・14・15・18)
- 赤井英和 (#10～14)
- 高岡早紀 (#10・11)
- 津田寛治 (#10・11)
- 鈴木京香 (#11～13)
- 高橋幸宏 (#12～14・20)
- GONTITI (#13)
- 中村勘九郎 (#14)
- 蛍雪次朗 (#15)
- 武内享 (#17・18)
- MEN'S 5 (#19・20)
- 斉木しげる (#19)
- 佐藤正宏 (#20)
- 松尾貴史 (#20)

### リターンズ2006
- 竹中直人
- 住田隆
- ふせえり
- 温水洋一
- 片桐はいり
- 六平直政
- 内村光良
- ANI （スチャダラパー）
- BOSE （スチャダラパー）
- 高橋幸宏
- 緋田康人（元ビシバシステム） - 竹中直人のコント番組には『東京イエローページ』以来の出演。

## 主なコントコーナー
- ナンの男
- とっくりブラザーズ
- 流しな二人
- いじめられて 捨てられて
- 三郎太の部屋
- 原始人
- ボン梶本
- 奥山和由とRAMPO
- 5人の若大将

## スタッフ

### レギュラー版
- 構成：加藤芳一、宮沢章夫、岩松了
- 撮影：中澤実
- VE：青山伸一朗
- 音声：清水寛司
- 美術進行：内田龍之介（テレビ朝日クリエイト）
- メイク：小久保賢一（ペレッツア）
- オープニングタイトル：しりあがり寿
- 編集：谷崎健一
- MA：田口裕貴
- 音効：マジカル
- 音楽協力：テレビ朝日ミュージック
- 技術協力：FLEX、ビデオフォーカス
- 美術協力：アートネーチャー
- 企画協力：人力舎
- 制作協力：ザ・ドラマビジョン
- 制作進行：岩本勤 (ザ・ドラマビジョン)
- ディレクター：青山幸光
- プロデューサー：青山幸光、篠原公雄
- 制作著作：テレビ朝日

### リターンズ2006
- 構成：倉本美津留、出羽山三 / 竹中直人
- ディレクター：東裕二
- プロデューサー：青山幸光（テレビ朝日）、平出聡（K-max）
- 制作協力：K-max